# 扎曲 (澜沧江)

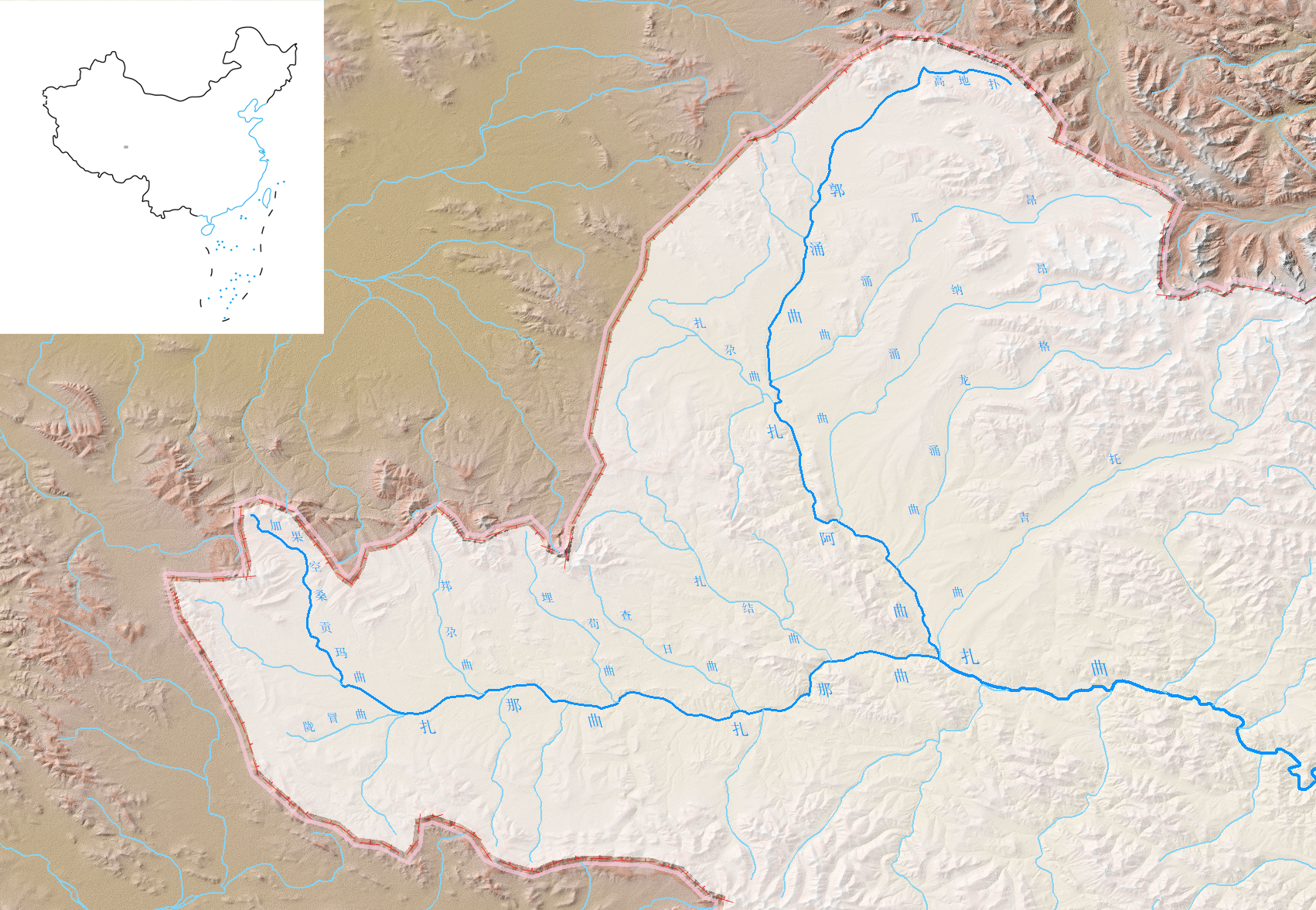
扎曲源流示意图。

扎曲（藏語：རྫ་ཆུ，威利转写：rdza chu，“从山岩中流出的河”之意）或稱杂曲，湄公河-澜沧江水系的主干流和河源。扎曲源于青海省玉树藏族自治州杂多县。县城以上流域被称为杂曲河源区，其流域总面积10505平方公里，总长度199.3公里。河源区分三段，即「加果空桑貢瑪曲」-「扎那曲」、「扎阿曲」和「扎曲」。
- 加果空桑贡玛曲：自河源至陇冒曲汇合口，河段长30.4公里，汇合口海拔4662米，河面宽约30米。
- 扎那曲：陇冒曲汇合口以下至扎阿曲汇合口(尕纳松多)，长62公里，汇合口海拔4360米，河面宽约30米。
- 扎阿曲：有「扎西气娃湖」、「崗果日山(吉富山)」和「功德木扎山(果宗木查山)」三个源头。关于哪个是真正源头没有结论，有二种说法：一为「崗果日山(吉富山)」之说，另一个为「功德木扎山(果宗木查山)」之说。
  - 崗果日山(吉富山)，位于青海省治多县和杂多县的交界处，坐标为东经94°41'12"、北纬33°45'35"、海拔5552米。冰川末端位置为北纬33°45'48"、东经94°40'52"、海拔5160米。
  - 功德木扎山(果宗木查山)，位于青海省杂多县，坐标为北纬33°42'31"、东经94°41'44"、海拔5514米。冰川末端位置为北纬33°44'13"、东经94°41'35"、海拔5224米。
  - 拉赛贡玛，1999年7月19日，德祥澜沧江源头科学探险考察队将一块“澜沧江源头”的石碑立在了功德木扎山坡上，宣布由冰川融水汇成的拉赛贡玛为澜沧江的源头。

- 扎曲（杂曲）：扎那曲和扎阿曲汇合口（尕纳松多）至到杂多县城，长106.9公里，汇合处河床海拔4055米，河面宽约100米。

扎曲西藏段水电规划五级开发：
1. 冬中水电站 108MW，坝高82m
2. 果多水电站 位于西藏昌都市卡若区柴维乡。正常水位库容7204万立方米，调节库容1604万立方米，具有周调节性能。电站装机容量150MW，年发电量7.35亿kWh。已投产。为西藏仅次于藏木电站的第二大水电站。坝高97m
3. 向达水电站 66MW，坝高45m
4. 如意水电站 114MW，坝高85m
5. 林场水电站 25MW，坝高38m